# Aphaenina rugulosa
Aphaenina rugulosa är en insektsart som beskrevs av Stsl 1870. Aphaenina rugulosa ingår i släktet Aphaenina och familjen lyktstritar. Inga underarter finns listade i Catalogue of Life.